# 소행성 지상충돌 최종 경보 시스템
소행성 지상충돌 최종 경보 시스템(Asteroid Terrestrial-impact Last Alert System) 약칭 아틀라스(ATLAS, 관측코드 T05, T08)는 소규모 근지구 천체가 지구에 영향을 주기 수 주에서 수 일 전에 자동으로 감지하여 천문측량을 하고 조기경보를 하는 시스템이다. 미국 항공우주국에서 자금을 지원하고 하와이 대학교 천문학 연구소가 개발 및 운영하는 시스템으로 서로 160km 떨어진 0.5m 천문망원경 할리아칼라 천문대(ATLAS-HKO)와 마우나로아 천문대(ATLAS-MLO) 2개를 보유하고 있다.
아틀라스는 2015년 첫 관측을 시작했으며 2017년부터 망원경 2개를 통해 본격적인 관측을 시작하였다. 두 망원경 각각은 관측 가능한 하늘의 1/4을 맑은 밤마다 4번씩 훑으며 이틀 밤마다 관측 가능한 하늘 영역을 4번씩 관측한다. 또한 남반구 관측을 위해 미국 항공우주국의 자금을 조달해 망원경 2개를 추가로 건설하고 있다. 남반구의 망원경까지 전부 완성되면 이 두 망원경도 이틀 밤마다 맑은 밤에 ATLAS의 관측 영역을 4번씩 관측해 남반구 하늘의 사각지대도 전부 관측할 수 있게 될 것이다.

## 명칭
시스템 이름의 '최종 경보' 부분은 아틀라스가 피하기엔 너무 늦은 작은 소행성을 관측하더라도 충돌 예상 지역을 추정하고 대피시키는데 필요한 수 일에서 수 주 가량의 기간을 주는 것을 목표로 하는 것을 말한다. 아틀라스의 책임자 존 톤리는 "이는 피해 예상 지역의 사람들을 대피시키고, 건물 및 기타 인프라를 보호하기 위한 조치를 하며 해양 충격시 발생할 쓰나미 위험에 대비하는 데 충분한 시간이다."라고 말했다. 2013년 첼랴빈스크 운석 낙하 당시에는 17m 규모의 소행성이 떨어지며 발생한 충격파로 창문 등이 깨져 대략 10억 루블의 피해와 1,500명의 부상자가 발생한 적이 있었다.

## 같이 보기
- 근지구 천체 관측 프로젝트 목록
- C/1490 Y1
- 99942 아포피스
- 소행성 충돌 예측
- B612 재단